# Бонисвиль
Бонисвиль (нем. Boniswil) — коммуна в Швейцарии, в кантоне Аргау.
Входит в состав округа Ленцбург.  Население составляет 1388 человек (на 31 декабря 2007 года). Официальный код  —  4192.